# الغاوية (مأرب)

تعديل مصدري - تعديل

الغاوية هي إحدى قرى عزلة ال راشد منيف بمديرية مأرب التابعة لمحافظة مأرب، بلغ تعداد سكانها 110 نسمة حسب تعداد اليمن لعام 2004.